# Marsepein

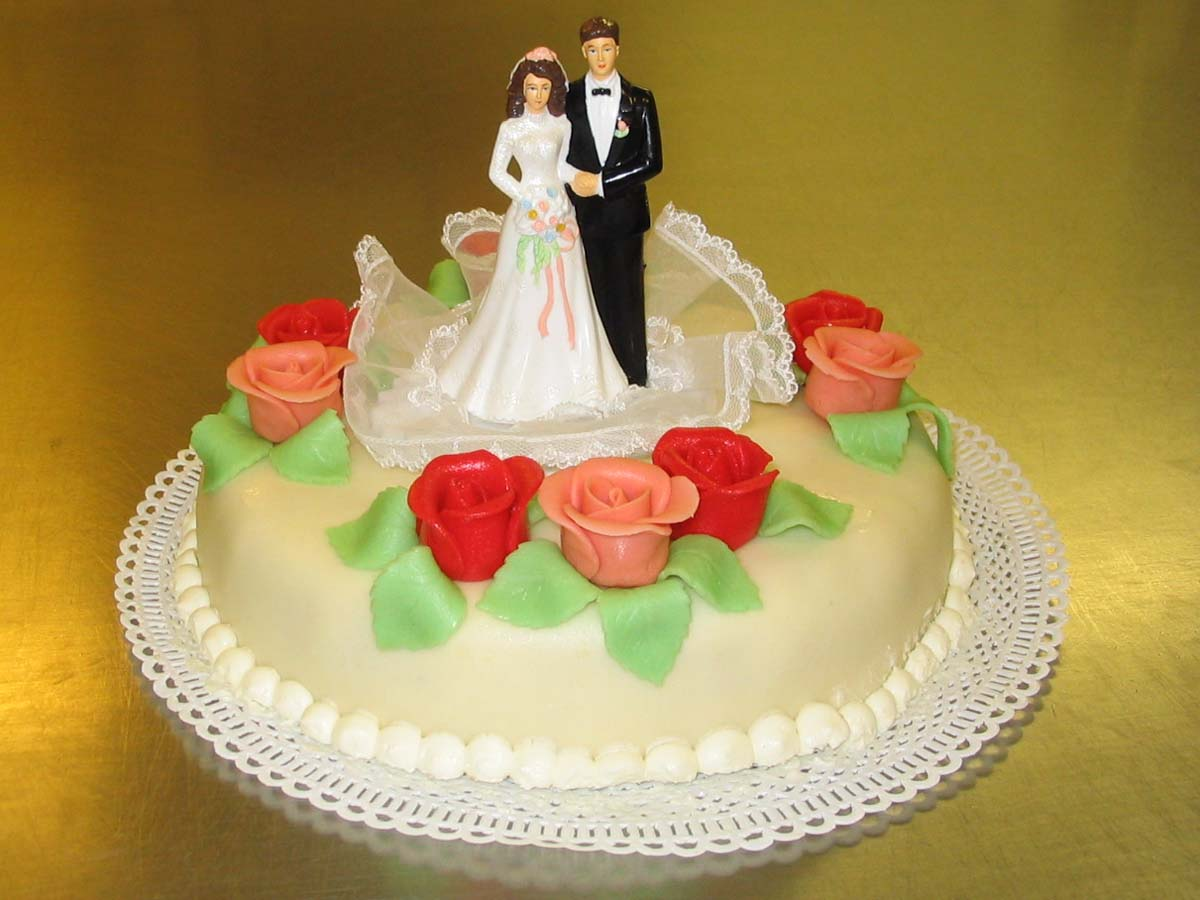
Bruidstaartje met marsepein

Marsepein is een deegachtig mengsel van gemalen amandelen en suiker. Marsepein wordt vaak gebruikt om gebakjes en (bruids)taarten te decoreren. Het bevat meer suiker en minder amandelen dan amandelspijs. De structuur van marsepein is fijner dan van amandelspijs. Aan marsepein worden vaak (natuurlijke) kleurstoffen en eiwit toegevoegd.
In Nederland en België worden bij speciale gelegenheden zoals het sinterklaasfeest en Pasen traditioneel van marsepein gemaakte figuren gegeven.

## Geschiedenis
Marsepein kwam in de middeleeuwen vanuit het verre oosten naar Europa. In Nederland werd het populair in de zeventiende eeuw. Sint-Nicolaas was toen, behalve kindervriend ook 'huwelijksmakelaar'. Hij stond bekend als beschermheilige van kinderen, ongehuwde vrouwen en geliefden. Ter gelegenheid van 6 december, zijn naamdag, konden jongens met een stuk marsepein een meisje hun liefde verklaren, vergelijkbaar met het sturen van een valentijnskaart nu.

## Kwaliteit
In Europa moet marsepein minimaal 14% amandelolie bevatten. Ook mag ze niet meer dan 8,5% vocht bevatten. Meestal is ongeveer 5% vocht genoeg, afhankelijk van het vochtgehalte van de gebruikte geweekte pitten. De samenstelling van het product marsepein is niet beschermd waardoor er grote verschillen zijn in kwaliteit. In plaats van amandel wordt ook wel witte bonenmeel gebruikt voor het maken van marsepein, er wordt dan amandelessence aan toegevoegd. De verhouding amandelen en suiker kan enorm verschillen. Vaak wordt één deel amandelen gebruikt en drie delen suiker. Maar de beste kwaliteit marsepein bestaat uit twee delen amandelen en drie delen suiker. Voor Lübecker Marzipan is de verhouding zelfs ten minste zeven delen amandelen en drie delen suiker. 

## Productie
Voor marsepein bestaan twee productietechnieken: 
- De koude methode; de amandelpasta en de suiker worden zonder verdere verhitting fijngewreven tot marsepein, dit geeft de beste kwaliteit omdat er geen verandering van de smaak ontstaat. Nadeel is dat het beperkt houdbaar is. Schoon werken is dan dus een eerste vereiste.
- De warme methode; tijdens de productie wordt de ketel verwarmd, hierdoor ontstaat sneller een homogene massa, welke ook makkelijker verwerkbaar is in industriële ver- en bewerkingsprocessen. Voordeel is dat door productie bij hoge temperatuur de marsepein langer houdbaar is. Een zeer kleine hoeveelheid witte glucosestroop kan zorgen voor een meer fondantachtige consistentie.

De koude productie verloopt eerst als die van amandelspijs. Daarna wordt een volle portie meer suiker toegevoegd, waarna de iets bevochtigde pasta goed wordt gemengd en vervolgens in twee trappen met walsen verder fijngewreven. Hierbij moet voorkomen worden dat de amandelolie vrijkomt, omdat die een te sterke smaak aan de marsepein geeft. 